# Tracker (album)
Tracker is het achtste soloalbum van Mark Knopfler en verscheen op 16 maart 2015 (17 maart 2015 in de Verenigde Staten van Amerika). Het album werd opgenomen in Knopfler's British Grove Studios te Londen. Tracker is uitgebracht op CD, twee LP's, een deluxe CD met vier bonusnummers en een box set. Deze set bestaat uit het album op zowel CD als LP, een bonus CD met zes extra nummers, een dvd met een korte film die is geregisseerd door Henrik Hansen en een dvd met interview met Mark Knopfler. 

## Nummers
Disk een, standaard
1. "Laughs and Jokes and Drinks and Smokes"
2. "Basil"
3. "River Towns"
4. "Skydiver"
5. "Mighty Man"
6. "Broken Bones"
7. "Long Cool Girl"
8. "Lights of Taormina"
9. "Silver Eagle"
10. "Beryl"
11. "Wherever I Go" (Featuring Ruth Moody)
12. "Hot Dog" (Bonus track only at Mediamarkt and Saturn in Germany)

Disk twee, bonus nummers
1. ".38 Special" (Deluxe + Box Set)
2. "My Heart Has Never Changed" (Deluxe + Box Set)
3. "Terminal of Tribute To" (Deluxe + Box Set)
4. "Heart of Oak" (Deluxe + Box Set)
5. "Oklahoma Ponies" (Box Set; Traditional melody, lyrics and arrangement by Mark Knopfler)
6. "Time Will End All Sorrow" (Box Set)

## Artiesten
- Mark Knopfler – gitaar, zang
- Guy Fletcher – keyboard, zang
- Bruce Molsky – viool, gitaar, banjo
- John McCusker – viool, cittern
- Mike McGoldrick – fluit, houten fluit
- Phil Cunningham – accordeon
- Glenn Worf – basgitaar
- Ian Thomas – drums
- Nigel Hitchcock – saxofoon
- Tom Walsh – trompet
- Ruth Moody – zang

## Tour
Nadat Tracker was verschenen, volgde de Tracker Tour. De tour startte op 15 mei 2015 in Dublin, Ierland. De tour behelsde 86 concerten en eindigde op 31 oktober 2015 in Fort Lauderdale, Florida (VS). Knopfler's band bestond uit Mark Knopfler (gitaar, zang), Guy Fletcher (toetsen), Richard Bennett (gitaar), Glenn Worf (basgitaar), Jim Cox (piano, orgel, accordeon), Ian Thomas (drums), John McCusker (viool, cittern), and Michael McGoldrick (fluit, Ierse doedelzak). Een aantal concerten werd Knopfler vergezeld door Nigel Hitchcock (saxofoon) en Ruth Moody (zang).
Van zijn nieuwste album speelde Knopfler gedurende de tour 'Broken Bones' (openingsnummer), 'Skydiver' (vast in de setlist), 'Laughs and Jokes and Drinks and Smokes' (wisselend in de setlist), 'Mighty Man' (wisselend in de setlist) en 'Wherever I Go' (alleen bij aanwezigheid van Ruth Moody en Nigel Hitchcock). Tijdens de generale repetitie op 12 mei 2015 in de Elstree Studios speelde Knopfler ook 'Terminal of Tribute To'.  
Ook nummers van Dire Straits ontbraken tijdens de tour niet. Zo speelde Knopfler Romeo and Juliet van het album Making Movies, Sultans of Swing van het album Dire Straits, Your Latest Trick en On Every Street van het laatste album van de groep On Every Street, Telegraph Road van Love Over Gold, So Far Away van Brothers in Arms en het gelijknamige nummer Brothers in Arms.  

## Achtergrond
Het nummer 'Beryl' werd als single uitgebracht. Ter gelegenheid daarvan speelde Knopfler dit nummer in enkele tv-shows. In dit nummer heeft het geluid van Knopfler's gitaar veel weg van de eerste jaren van Dire Straits. Vooral de eerste hit van Dire Straits Sultans of Swing springt direct in het oog. 'Beryl' gaat over de Engelse schrijfster Beryl Bainbridge. Zij krijgt de Booker Prize pas in 2010 na haar dood toegewezen, hetgeen de prijs der prijzen voor schrijvers is. Met het nummer 'Beryl' heeft Mark Knopfler een voorbeeld in huis als het gaat over mensen die niet de waardering kregen in hun leven die ze eigenlijk verdienden.
Het openingsnummer 'Laughs and Jokes and Drinks and Smokes' verwijst naar de periode rondom de start van Dire Straits. De titel weerspiegelt hetgeen Knopfler en de andere bandleden (John Illsley, Pick Withers en David Knopfler) toentertijd deden. 'Silver Eagle' is gerelateerd aan de tourbus van Bob Dylan. Het nummer 'Basil' is geschreven naar aanleiding van Knopfler's werkzaamheden voor de Newcastle Chronicle. 'Wherever I Go' ziet op vriendschap: goede vrienden die elkaar na een lange tijd weer zien, zouden direct in de zelfde sfeer als vroeger moeten vallen. Het zou niet uit mogen maken dat ze elkaar een lange tijd niet hebben gezien. 'Terminal of Tribute To' lijkt een verwijzing te zijn naar de tijden na het uiteenvallen van Dire Straits. De songtekst zou kunnen worden gelinkt aan de opgerichte Dire Straits-coverbands. 

## Hitlijsten
Tracker behaalde acht nummer één plaatsen in de hitlijsten, waaronder in Nederland.